# Hôtel de Thieuville
L'hôtel de Thieuville est un monument historique de la Manche situé à Valognes. Ancien hôtel particulier, les bâtiments accueillent aujourd’hui le musée de l'eau de vie et des vieux métiers.

## Histoire
Construit par les comtes de Thieuville cet hôtel particulier est donné aux religieuses de Saint-Vincent de Paul par Mademoiselle de Thieuville en 1840. Transformé en maison de charité, il abrite par la suite un ouvroir destiné à l'apprentissage de la confection de dentelles aux jeunes filles pauvres puis un guichet de distribution de soupes pour les pauvres.
Il est inscrit à l'inventaire des monuments historiques et reste un très bon exemple des constructions valognaises au XVIIe et XVIIIe siècles.

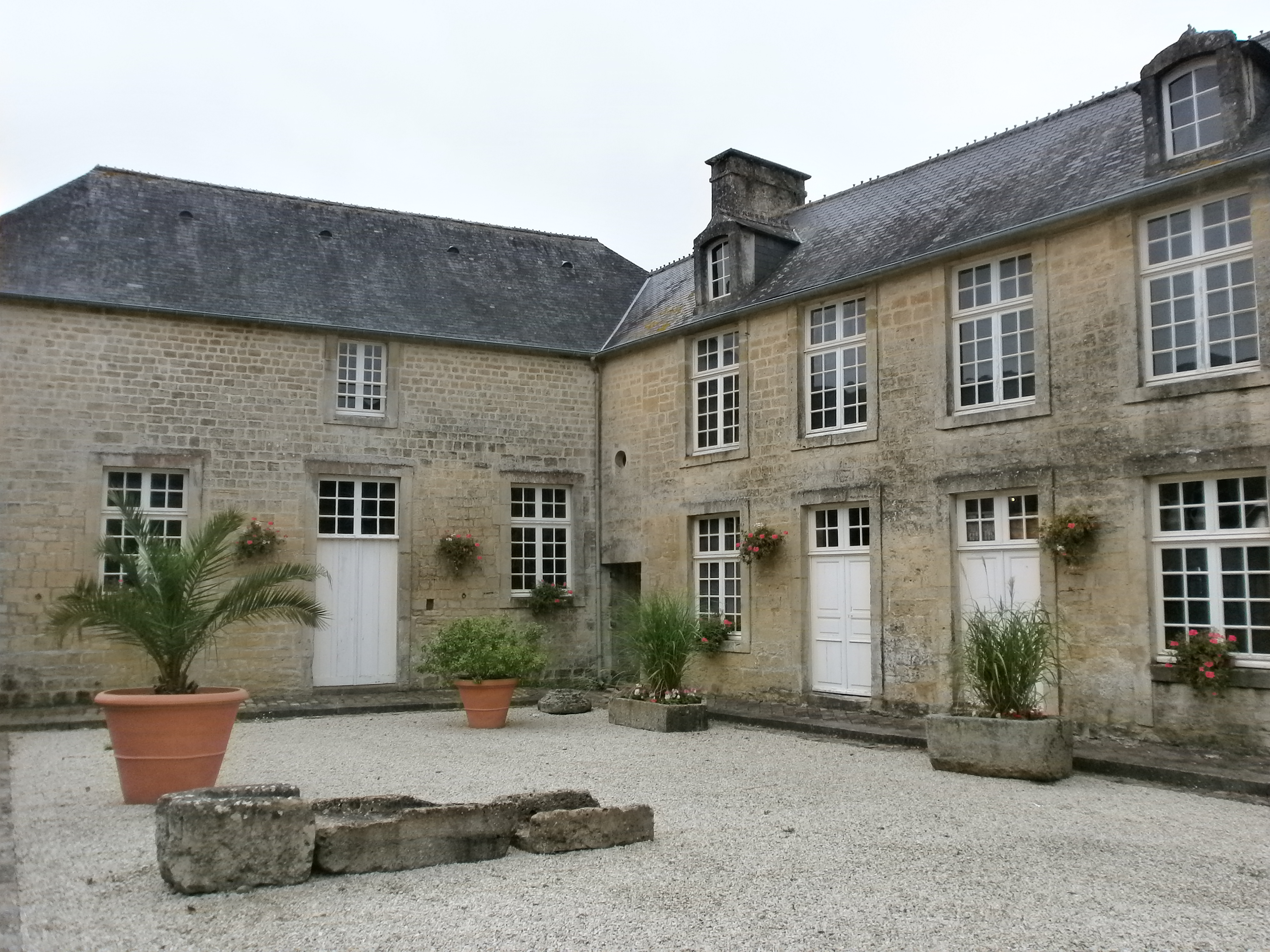
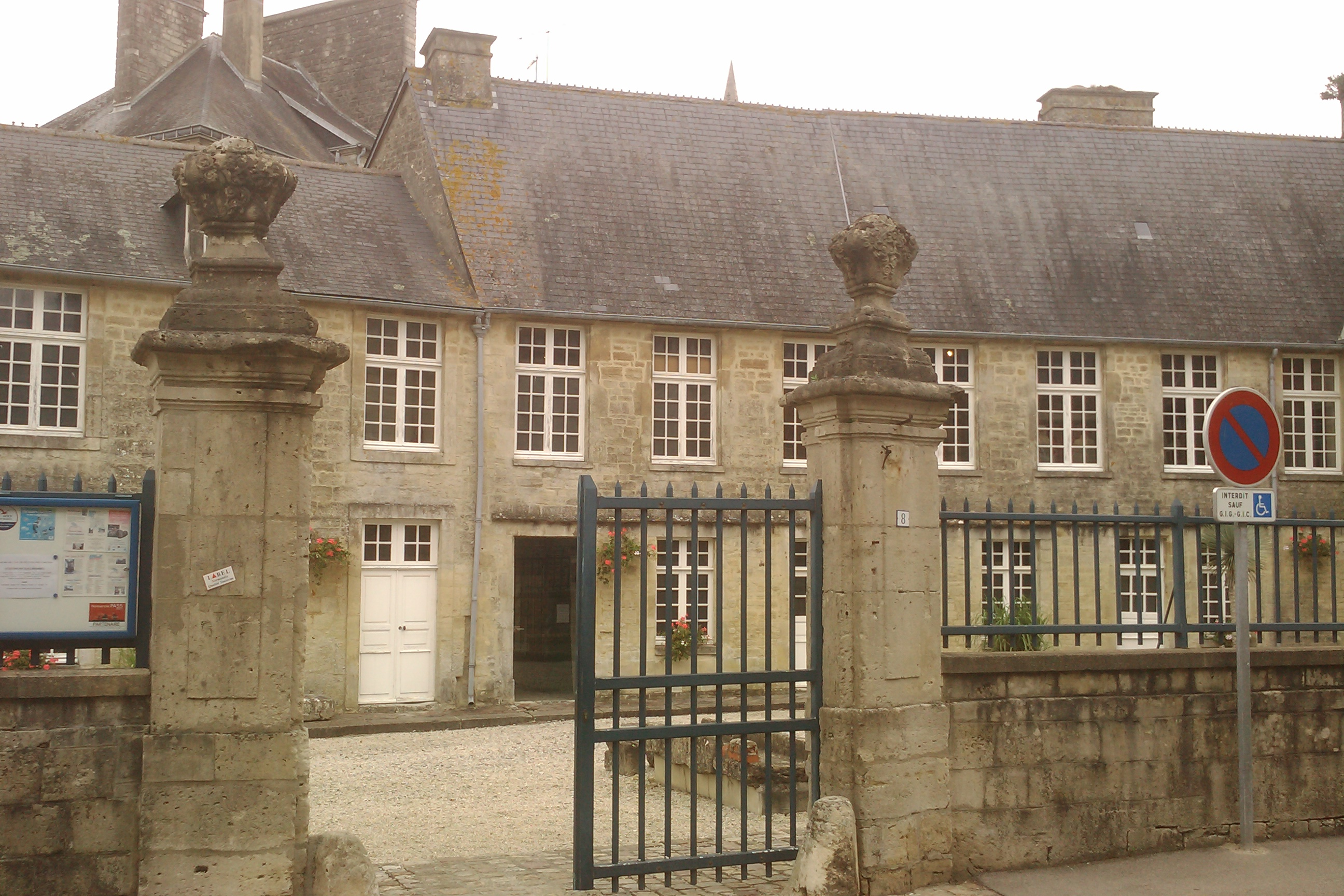